# Великоустівська сільська рада
Великоу́стівська сільська́ ра́да — адміністративно-територіальна одиниця та орган місцевого самоврядування в Сосницькому районі Чернігівської області. Адміністративний центр — село Велике Устя.

## Загальні відомості
Великоустівська сільська рада утворена у 1919 році.
- Територія ради: 29,19 км²
- Населення ради: 541 особи (станом на 2014 рік)

## Населені пункти
Сільській раді були підпорядковані населені пункти:
- с. Велике Устя
- с. Долинське

## Склад ради
Рада складалася з 12 депутатів та голови.
- Голова ради: Циганок Валентина Миколаївна
- Секретар ради: Ульяненко Антоніна Михайлівна

### Керівний склад попередніх скликань
Примітка: таблиця складена за даними сайту Верховної Ради України

### Депутати
За результатами місцевих виборів 2010 року депутатами ради стали:

#### За суб'єктами висування
| Суб'єкт висування           | Кількість обраних депутатів | %    |
| --------------------------- | --------------------------- | ---- |
| Партія регіонів             | 10                          | 83,3 |
| Комуністична партія України | 1                           | 8,3  |
| Самовисування               | 1                           | 8,3  |

#### За округами
| № округу                    | Прізвище, ім'я, по батькові     | Дата визнання обраним | Освіта             | Партійна приналежність            | Відомості про обраного депутата                           |
| --------------------------- | ------------------------------- | --------------------- | ------------------ | --------------------------------- | --------------------------------------------------------- |
| Комуністична партія України |                                 |                       |                    |                                   |                                                           |
| 5                           | Мовчан Михайло Миколайович      | 02.11.2010            | середня спеціальна | член Комуністичної партії України | пенсіонер                                                 |
| Партія регіонів             |                                 |                       |                    |                                   |                                                           |
| 1                           | Борисенко Наталія Петрівна      | 02.11.2010            | середня спеціальна | член Партії регіонів              | Великоустівська сільська рада, секретар                   |
| 2                           | Міщенко Наталія Осипівна        | 02.11.2010            | середня спеціальна | член Партії регіонів              | Великоустівська лікарня, медична сестра                   |
| 3                           | Кириченко Оксана Павлівна       | 02.11.2010            | середня спеціальна | член Партії регіонів              | соціальний працівник                                      |
| 4                           | Горпиненко Оксана Володимирівна | 02.11.2010            | середня спеціальна | член Партії регіонів              | Великоустівська сільська рада, головний бухгалтер         |
| 6                           | Мищенко Світлана Миколаївна     | 02.11.2010            | середня            | член Партії регіонів              | Великоустівська сільська рада, касир                      |
| 7                           | Стецько Микола Іванович         | 02.11.2010            | середня            | член Партії регіонів              | продавець                                                 |
| 9                           | Харченко Валентина Михайлівна   | 02.11.2010            | середня спеціальна | член Партії регіонів              | Долинський сільський клуб, завідувачка                    |
| 10                          | Костюшко Людмила Григорівна     | 02.11.2010            | середня спеціальна | член Партії регіонів              | соціальний працівник                                      |
| 11                          | Кравченко Віктор Григорович     | 02.11.2010            | вища               | член Партії регіонів              | загальноосвітня школа I-III ст., директор                 |
| 12                          | Степаненко Микола Олександрович | 02.11.2010            | середня спеціальна | член Партії регіонів              | Великоустівська загальноосвітня школа I-III ст., опалювач |
| Самовисування               |                                 |                       |                    |                                   |                                                           |
| 8                           | Савченко Віра Іванівна          | 02.11.2010            | вища               | позапартійна                      | приватний підприємець                                     |

Обрані депутатами ради у виборчому окрузі на чергових місцевих виборах 25.10.2015
| Кількість депутатів ради, які обираються | 12 |
| Кількість обраних                        | 12 |

 Загальні відомості про результати голосування
| Найменування партії/самовисування           | Кількість обраних | %     |
| ПАРТІЯ "БЛОК ПЕТРА ПОРОШЕНКА "СОЛІДАРНІСТЬ" | 5                 | 41.67 |
| Самовисування                               | 4                 | 33.33 |
| Політична партія "Наш край"                 | 3                 | 25.00 |

| № ВО | Прізвище, ім'я, по батькові     | Ким висунуто                                | Відомості |
| 1    | Борисенко Наталія Петрівна      | ПАРТІЯ "БЛОК ПЕТРА ПОРОШЕНКА "СОЛІДАРНІСТЬ" | Громадянка України, народилася 15.09.1959 р., освіта професійно-технічна, безпартійна, Великоустівська сільська рада, секретар, місце проживання: Чернігівська область.Сосницький район с.Велике Устя             |
| 2    | Міщенко Наталія Осипівна        | Політична партія "Наш край"                 | Громадянка України, народилася 23.03.1969 р., освіта професійно-технічна, безпартійна, Сосницької районної лікарні, медсестра, місце проживання: Чернігівська область, Сосницький район с.Велике Устя             |
| 3    | Гамалій Антоніна Антонівна      | Самовисування                               | Громадянка України, народилася 28.10.1959 р., освіта професійно-технічна, безпартійна, Пенсійний фонд, пенсіонер, місце проживання: Чернігівська область,Сосницький район с.Велике Устя                           |
| 4    | Горпиненко Оксана Володимирівна | Самовисування                               | Громадянка України, народилася 15.11.1975 р., освіта професійно-технічна, безпартійна, Великоустівська сільська рада, головний бухгалтер, місце проживання: Чернігівська область,Сосницький район с.Велике Устя   |
| 5    | Біжовець Любов Володимирівна    | Самовисування                               | Громадянка України, народилася 18.05.1970 р., освіта професійно-технічна, безпартійна, ЦЗ, тимчасово не працює, місце проживання: Чернігівська область,Сосницький район с.Велике Устя                             |
| 6    | Ульяненко Антоніна Михайлівна   | ПАРТІЯ "БЛОК ПЕТРА ПОРОШЕНКА "СОЛІДАРНІСТЬ" | Громадянка України, народилася 13.10.1977 р., освіта загальна середня, безпартійна, ГОСВСГП "Десна", приймальник молока, місце проживання: Чернігівська область,Сосницький. район с.Велике Устя                   |
| 7    | Демченко Валентина Михайлівна   | Самовисування                               | Громадянка України, народилася 27.11.1962 р., освіта вища, безпартійна, ФОВ Лалука Г.М., продавець, місце проживання: Чернігівська область,Сосницький район с.Велике Устя                                         |
| 8    | Коротич Алла Іванівна           | Політична партія "Наш край"                 | Громадянка України, народилася 16.11.1969 р., освіта вища, безпартійна, Великоустівська ЗОШ I-III ступенів, вчитель, місце проживання: Чернігівська область,Соницький район с,Велике Устя                         |
| 9    | Костюшко Людмила Григорович     | Політична партія "Наш край"                 | Громадянин України, народився 10.06.1966 р., освіта професійно-технічна, безпартійний, Сосницький територіальний центр, соціальний працівник, місце проживання: Чернігівська область,Сосницький район с.Долинське |
| 10   | Горпиненко Лариса Миколаївна    | ПАРТІЯ "БЛОК ПЕТРА ПОРОШЕНКА "СОЛІДАРНІСТЬ" | Громадянка України, народилася 22.10.1954 р., освіта вища, безпартійна, Пенсійний фонд, пенсіонер, місце проживання: Чернігівська область,Сосницький район с.Долинське                                            |
| 11   | Примаченко Віра Іванівна        | ПАРТІЯ "БЛОК ПЕТРА ПОРОШЕНКА "СОЛІДАРНІСТЬ" | Громадянка України, народилася 26.01.1975 р., освіта вища, безпартійна, Великоустівська ЗОШ I-III ступенів, вчитель, місце проживання: Чернігівська область,Сосницький район с.Долинське                          |
| 12   | Турок Володимир Миколайович     | ПАРТІЯ "БЛОК ПЕТРА ПОРОШЕНКА "СОЛІДАРНІСТЬ" | Громадянин України, народився 02.12.1968 р., освіта професійно-технічна, безпартійний, ЦЗ, тимчасово не працює, місце проживання: Чернігівська область,Сосницький район с.Долинське                               |